# Kollár Bettina
Kollár Bettina (Budapest, 1984. november 13. –) magyar pornószínésznő és modell. Művészneve Zafira.

## Életrajz
2005-ben, 21 évesen kezdett el pornószínésznőként dolgozni. 2012-ben jelölték az AVN-díjra Az év külföldi női előadója kategóriában.

## Díjak, elismerések
| Év   | Díj           | Eredmény | Kategória                                    | Film               |
| ---- | ------------- | -------- | -------------------------------------------- | ------------------ |
| 2009 | Hot d'Or-díj  | Jelölés  | Legjobb európai színésznő                    | Living Dolls       |
| 2012 | AVN-díj       | Jelölés  | Az év külföldi női előadója                  | –                  |
| 2014 | Miss FreeOnes | Jelölés  | Miss FreeOnes                                | –                  |
| 2019 | AVN-díj       | Jelölés  | Legjobb külföldi produkciós lány szexjelenet | Lovers in Lingerie |

## Fordítás
- Ez a szócikk részben vagy egészben  a   Zafira című spanyol Wikipédia-szócikk ezen változatának fordításán alapul.  Az eredeti cikk szerkesztőit annak laptörténete sorolja fel. Ez a jelzés csupán a megfogalmazás eredetét és a szerzői jogokat jelzi, nem szolgál a cikkben szereplő információk forrásmegjelöléseként.